# Krzysztof Peucker

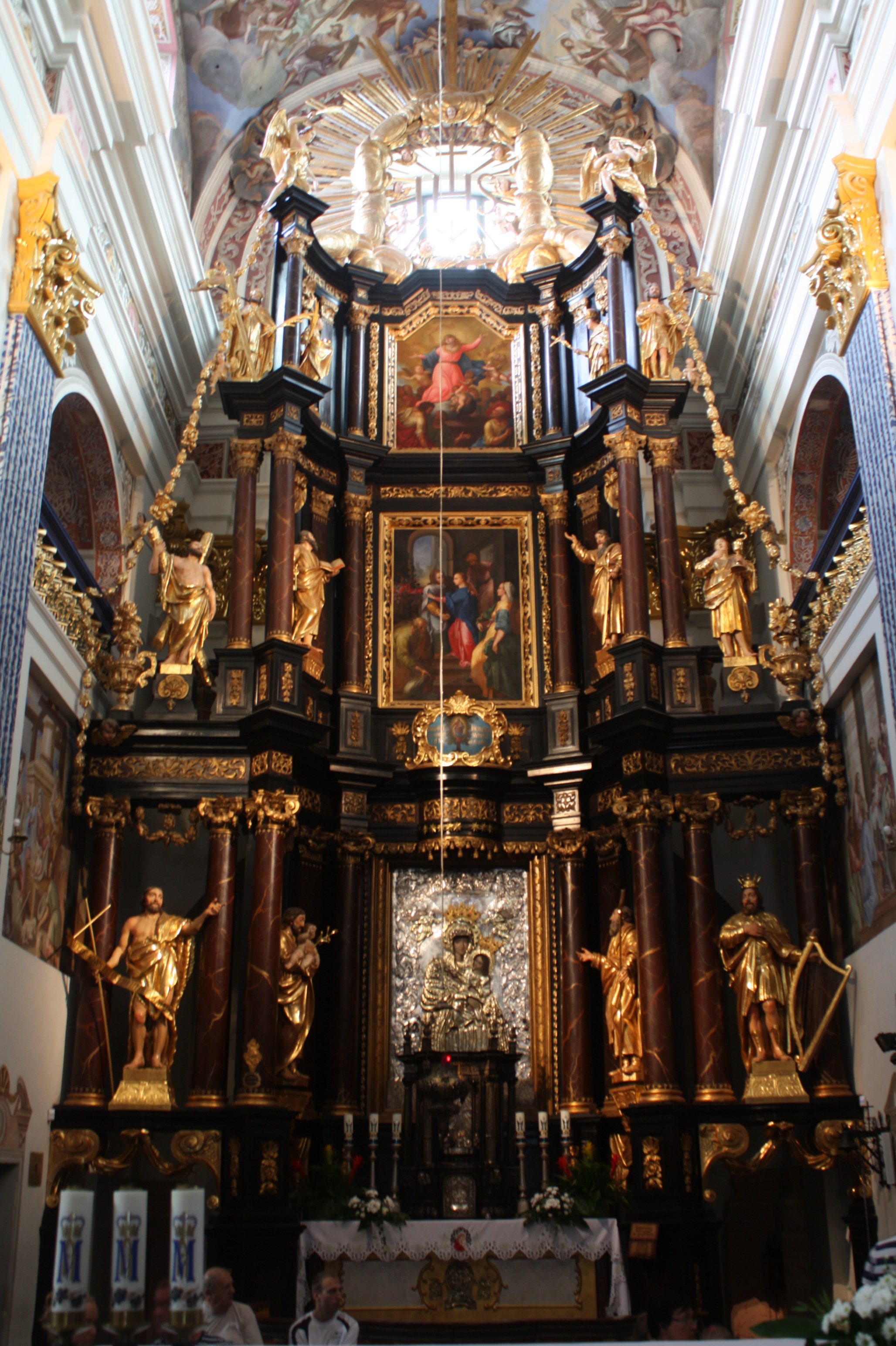
Ołtarz główny w bazylice Nawiedzenia Najświętszej Maryi Panny w Świętej Lipce

Krzysztof Peucker (ur. prawdopodobnie w 1662 w Królewcu, zm. 3 listopada 1735 w Reszlu) – niemiecki rzeźbiarz okresu baroku.

## Życiorys
Przed przybyciem na Warmię działał w Królewcu, skąd najprawdopodobniej pochodził. Podaje się też, że przed, a najpóźniej w 1711 pod wpływem jezuitów ze Świętej Lipki porzucił wyznanie luterańskie i przyjął katolicyzm. Przypuszczalnie w okresie między 1711 a 1715 przeniósł się do Reszla. Jego żoną była Urszula. Informacje o małżonkach występują już w dokumentach z lat 20. i 30. XVIII w. Miał syna i trzy córki.
Na Warmię trafił w wieku 50 lat, stąd przypuszczenie, że mógł mieć liczniejszą rodzinę, która nie cała z nim przybyła na nowe tereny. Syn Krzysztof (późniejszy zakonnik o imieniu Robert) urodził się w 1701 (nie wiadomo czy w Reszlu, znane są jednak dane o tym, że jako 15-latek uczęszczał do reszelskiego kolegium jezuickiego, a rok wcześniej do przedostatniej klasy tamtejszego gimnazjum). Najstarsza z córek – Elżbieta, w 1724 wyszła za Jana Chrystiana Schmidta, reszelskiego rzeźbiarza, praktykującego w warsztacie ojca. Była matką jedenaściorga dzieci, w tym późniejszego kanonika dobromiejskiego Franciszka Schmidta oraz rzeźbiarza Chrystiana Bernarda Schmidta. Dwie młodsze córki to Katarzyna i Anna. Krzysztof Peucker zmarł w wieku 73 lat, jego żona natomiast 4 sierpnia 1759 w wieku 84 lat.

## Szkoła i wykształcenie
Przyjmuje się, że uczył się i praktykował w warsztacie Jana Krzysztofa Döbla w Królewcu. Tam też współpracował z nim jeszcze w ostatnich latach XVII w.

## Działalność
Pierwsze informacje o jego dziełach dotyczą już działalności po przybyciu na Warmię. Wcześniejsze prace powstałe w Królewcu nie są znane.
Samodzielnie rozpoczął działalność na zamówienia jezuitów z kościoła w Świętej Lipce (bazylika Nawiedzenia Najświętszej Maryi Panny w Świętej Lipce) już w 1698 (ołtarz św. Anny), chociaż w 1699 podpisywał się nadal jako „Peucker in Konigsberg”. Wykonał wówczas ambonę (z figurą Marii w zwieńczeniu – 1699–1701), ołtarze św. Ignacego Loyoli i św. Franciszka Ksawerego oraz św. Stanisława Kostki i Michała Archanioła (1702).
W latach 1712–1714 spod jego dłuta wyszedł największy w tej świątyni ołtarz główny z figurą św. Jana Chrzciciela. Poświadczone są też prace Peuckera dla katedry fromborskiej (bazylika archikatedralna Wniebowzięcia Najświętszej Maryi Panny i św. Andrzeja we Fromborku). Z okresu 1724–1725 pochodzi ołtarz maturalny, zaś z lat 1734–1738 stalle chórowe. Należy dodać, że nie był on autorem projektów tych dzieł, jedynie ich wykonawcą.
Dziełami jego autorstwa były ponadto:
- prawy ołtarz boczny kościoła w Chwalęcinie (Sanktuarium Podwyższenia Krzyża Świętego w Chwalęcinie) z 1730, a najprawdopodobniej też główny z 1728.
- ołtarz główny (1725–1726) i Najświętszej Marii Panny (1722) w Krośnie (Sanktuarium Maryjne Nawiedzenia Najświętszej Maryi Panny i św. Józefa w Krośnie), a być może też ołtarz Matki Boskiej Szkaplerznej z 1722.
- ołtarze boczne, późnobarokowe z 1721 w kościele pw. św. Katarzyny w Płoskini (kościół pw. św. Katarzyny w Płoskini).

Pod koniec życia, w 1735 ufundował ołtarz do kościoła w Kadynach (Zespół klasztorny Franciszkanów w Kadynach) przeniesiony do kościoła w Opinie. Powstał on w jego warsztacie, niestety rzeźbiarz nie doczekał jego nastawy.
Przypisuje się mu ponadto: cztery ołtarze w kościele jezuitów w Grodnie (z lat 1707–1709), ołtarz różańcowy w kościele parafialnym w Jezioranach (ok. 1710) z figurą Marii Immaculaty, ołtarz główny w kościele w Stoczku Klasztornym (1712–1713) i w Wozławkach (ok. 1725), skąd pochodzi też jego ambona.